# میخاییل باگالوبوف
میخاییل نیکلایویچ باگالوبوف (به روسی: Михаи́л Никола́евич Боголю́бов) در ۲۴ ژانویه ۱۹۱۸ در شهر کی‌یف متولد شد و در ۲۵ نوامبر ۲۰۱۰ میلادی در شهر سنت پترزبورگ درگذشت. وی دانشمند زبان‌شناس و ایران شناس؛ عضو آکادمی علوم روسیه بود.

## زندگی‌نامه
وی در ۲۴ ژانویه ۱۹۱۸ در شهر کی‌یف به دنیا آمد، پدر وی نیکلای میخایلویچ باگالوبف عضو معلمان مدرسه در نیژگارودسکی و مدرسه علوم مذهبی مسکو بود، و از استادان علوم مذهبی در مدرسه سنت ولادیمیر کی‌یف بود. مادر وی اولگا نیکولایونا معلم موسیقی بود. این خانواده صاحب سه پسر بود. برادر بزرگتر نیکلای نیکلایوچ باگالوبف ریاضی‌دان، مکانیک و فیزیک‌دان بود. او عضو آکادمی علوم شوروی و روسیه بود و دو بار موفق به نشان دولتی در خدمت به توسعه کشور شده بود. آلکسی نیکلایویچ باگالوبف ریاضی‌دان و استاد تاریخ علم بود، او عضو آکادمی ملی علوم اوکراین بود.
در مدرسه متوسطه شهر نیژنی نووگورود درس خواند (۱۹۲۵—۱۹۳۵)در ژوئن ۱۹۴۱ با موفقیت توانست دانشکده شرق‌شناسی دانشگاه دولتی لنینگراد را به اتمام برساند. او در گروه ایران‌شناسی تحصیل می‌کرد؛ و برای کار کردن به عنوان معلم به سیستم‌های آموزشی وزارت دفاع فرستاده شد. او در آنجا به درجه کاپیتانی نائل آمد. در فاصله سال‌های ۱۹۴۴ الی ۱۹۴۶ به عنوان استاد گروه ایرانشناسی دانشکده زبان‌شناسی دانشگاه دولتی مسکو مشغول به تدریس بود و با نظر آ. آ. فریمن در اول سپتامبر ۱۹۴۶ میلادی به عنوان استاد ارشد در دانشگاه دولتی سن پترزبورگ به عنوان استاد گروه ایران دانشکده شرق‌شناسی انتخاب گردید.
در فاصله ده سال یعنی ۱۹۸۱ الی ۱۹۹۱ میلادی ریاست گروه ایران‌شناسی را بر عهده داشت و در کل حدود سی سال رئیس اداره آموزش دانشکده شرق‌شناسی دانشگاه دولتی سن پترزبورگ بود. او از معاونین بخش زبان و ادبیات آکادمی علوم روسیه بود؛ و در عین حال ریاست بخش شرق‌شناسی کمیسیون انجمن جغرافیایی روسیه را بر عهده داشت و در عین حال ریاست بخش پایان‌نامه‌نویسی دانشکده شرق‌شناسی را برعهده داشت.
در اول ژانویه ۱۹۶۶ به عنوان عضو ناظر بخش زبان و ادبیات آکادمی علوم شوروی بود. در ۱۵ دسامبر ۱۹۹۰ میلادی به عنوان عضو اصلی بخش زبان و ادبیات آکادمی علوم شوروی و در شاخه زبانشناسی انتخاب گردید. او به عنوان تبعه خارجی در آکادمی علوم گرجستان پذیرفته شده بود. در سال ۲۰۰۷ میلادی به عنوان نامزد دریافت جایزه دانشمند تأثیرگذار آکادمی علوم روسیه توسط بنیاد توسعه علوم بومی انتخاب گردید.
او متخصص در زمینه زبان فارسی کهن و زبان فارسی امروزی بود، در عین حال علاقه وافری به مطالعات تاریخی و مقایسه‌ای و تاریخ‌نگاری در زمینه یادگیری زبان فارسی، تاریخ‌نگاری دستور زبان و دیگر بخش‌ها داشت.

## آثار
او در زمینه ادبیات فارسی حدود دویست اثر علمی برجا گذاشته است که از بین آن‌ها می‌توان به ضمایر شخصی در زبان خورمزیسکی، سعدی نامه‌های کوه مغان، (مجموعه اطلاعات زبانی)، زبان یاگنوبسکی، یکی از اصلی‌ترین مطالعات حوزه زبان‌شناسی ایرانی (در پنج جلد) نام برد. از مهم‌ترین آثار علمی این حوزه که نقش مهمی در توسعه زبان‌شناسی فارسی داشت می‌توان به رمز گشایی از نامه‌های زبان‌های سغدی و خوارزمی یا حتی نوشته‌های منحصر به فرد زبان آرامی را نام برد که این دانشمند به آن‌ها همت گمارد. نویسنده و ناشر آثاری در زمینه ایران‌شناسی که باعث نشر و گسترش زبان‌شناس و خط‌شناسی قدیمی ایرانی گردید و سیستم‌های مختلف نوشتار ایرانی را مورد مطالعه قرار داد، و بسیاری از این آثار نه تنها برای ایران‌شناسی بلکه برای مطالعات مربوط به زبان‌های هند و اروپایی نیز مهم هستند؛ و باعث شناخت هرچه بیشتر و بهتر تاریخ و روح فرهنگی مردمان مرکز و جنوب آسیا می‌شوند.